# La Celle (Var)
La Celle is een gemeente in het Franse departement Var (regio Provence-Alpes-Côte d'Azur) en telt 1457 inwoners (2016). De plaats maakt deel uit van het arrondissement Brignoles.

## Geografie
De oppervlakte van La Celle bedraagt 21,2 km², de bevolkingsdichtheid is 51,0 inwoners per km².
De onderstaande kaart toont de ligging van La Celle (Var) met de belangrijkste infrastructuur en aangrenzende gemeenten.

## Demografie
Onderstaande figuur toont het verloop van het inwonertal (bron: INSEE-tellingen).